# Чжан Цзикэ
Чжан Цзикэ (кит. упр. 张继科, пиньинь Zhāng Jìkē, род. 16 февраля 1988, Циндао, провинция Шаньдун) — китайский игрок в настольный теннис. Трёхкратный олимпийский чемпион, шестикратный чемпион мира, двукратный обладатель Кубка мира. Обладатель символического «большого шлема» настольного тенниса, который обеспечивается индивидуальными победами на чемпионате мира, Кубке мира и на Олимпийских играх.

## Спортивная карьера
В феврале 2010 года Чжан Цзикэ впервые вошел в первую десятку игроков мирового рейтинга, в августе 2012 года достиг первой позиции мирового рейтинга.
После участия в Олимпиаде в Рио Чжан Цзикэ стал реже выступать на международных турнирах и спортивные журналисты начали обсуждать завершение его карьеры. В последний раз Чжан Цзикэ принял участие в этапе «ITTF World Tour» в июле 2018 года, на Korea Open.

## Стиль игры
Чжан Цзикэ — правша, играет в атакующем стиле, использует европейскую хватку.